# Gare de Saint-Quentin
Ne doit pas être confondu avec Gare de Saint-Quentin-en-Yvelines - Montigny-le-Bretonneux ou Gare de Saint-Quentin-Fallavier.
La gare de Saint-Quentin est une gare ferroviaire française de la ligne de Creil à Jeumont, située à proximité (200 mètres) du centre-ville de Saint-Quentin, sous-préfecture du département de l'Aisne, en région Hauts-de-France.
Elle est mise en service en 1850, par la Compagnie des chemins de fer du Nord.
C'est une gare de la Société nationale des chemins de fer français (SNCF), desservie par des trains régionaux du réseau TER Hauts-de-France.

## Situation ferroviaire
Établie à 75 mètres d'altitude, la gare de Saint-Quentin est située au point kilométrique (PK) 153,037 de la ligne de Creil à Jeumont, entre les gares ouvertes de Montescourt et de Fresnoy-le-Grand.
C'est une gare de bifurcation, origine de la ligne de Saint-Quentin à Ham (fermée et déclassée) et de la ligne de Saint-Quentin à Guise. Cette dernière est utilisée jusqu'à Origny-Sainte-Benoite par le fret, mais aussi par le Chemin de fer touristique du Vermandois (à partir d'un quai installé à proximité de son dépôt-atelier dans la zone industrielle Saint-Lazare, près de Gauchy).

## Histoire
La gare de Saint-Quentin est mise en service en mai 1850, dans la zone des marais de la Somme, par la Compagnie des chemins de fer du Nord lorsqu'elle ouvre la section de Creil à Saint-Quentin. Elle est officiellement inaugurée le 9 juin 1850 par le président de la République, Louis-Napoléon Bonaparte. Elle sera le terminus de la ligne jusqu'à la mise en service, le 21 octobre 1855, de la section suivante, de Saint-Quentin à Hautmont.
Un second bâtiment, dû à Sidney Dunnett, architecte de la compagnie, est inauguré en 1887, mais est détruit par un incendie le 13 janvier 1922.

La seconde gare, au début du XXe siècle
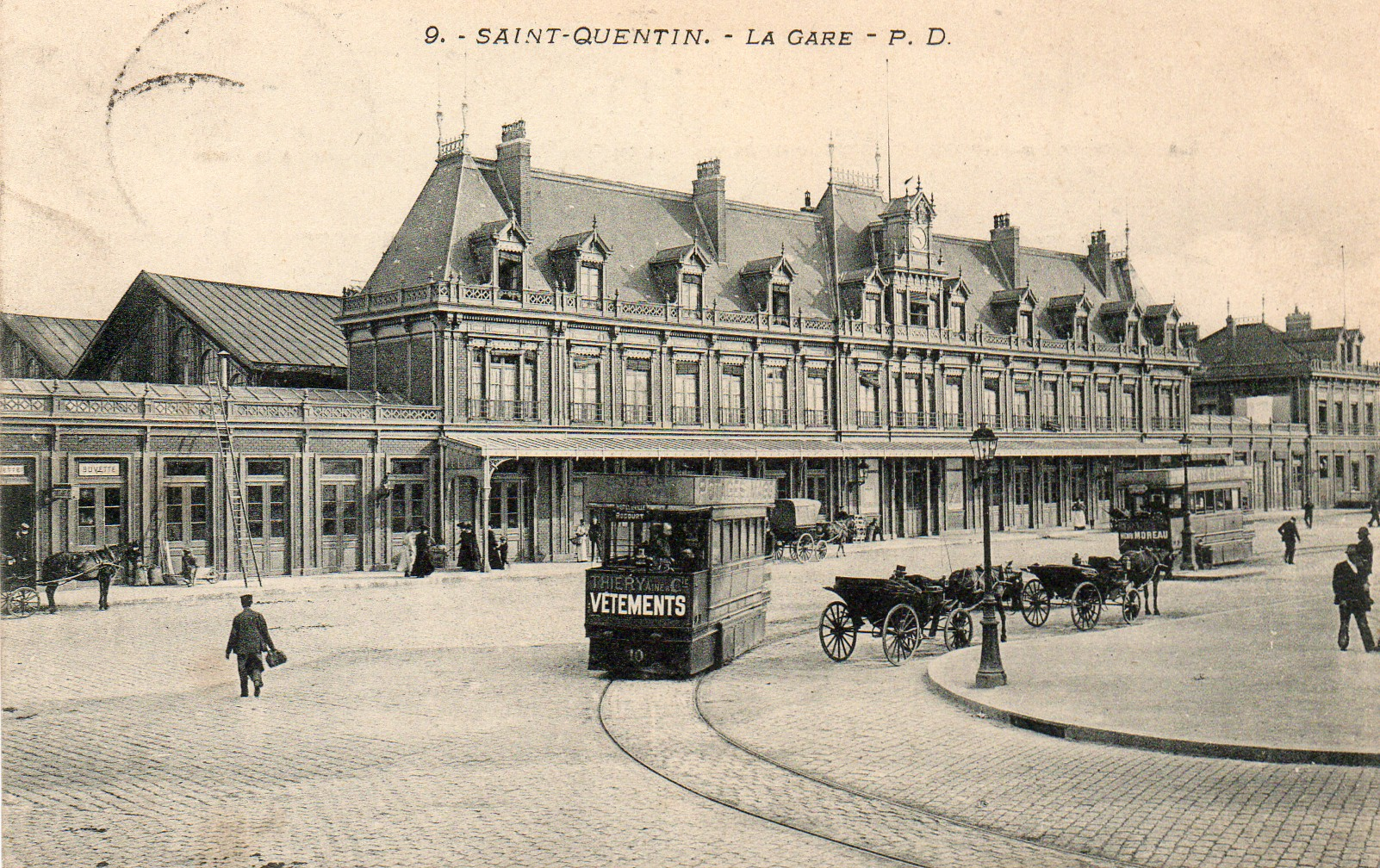
Avec le tramway Mékarski, vers 1906.
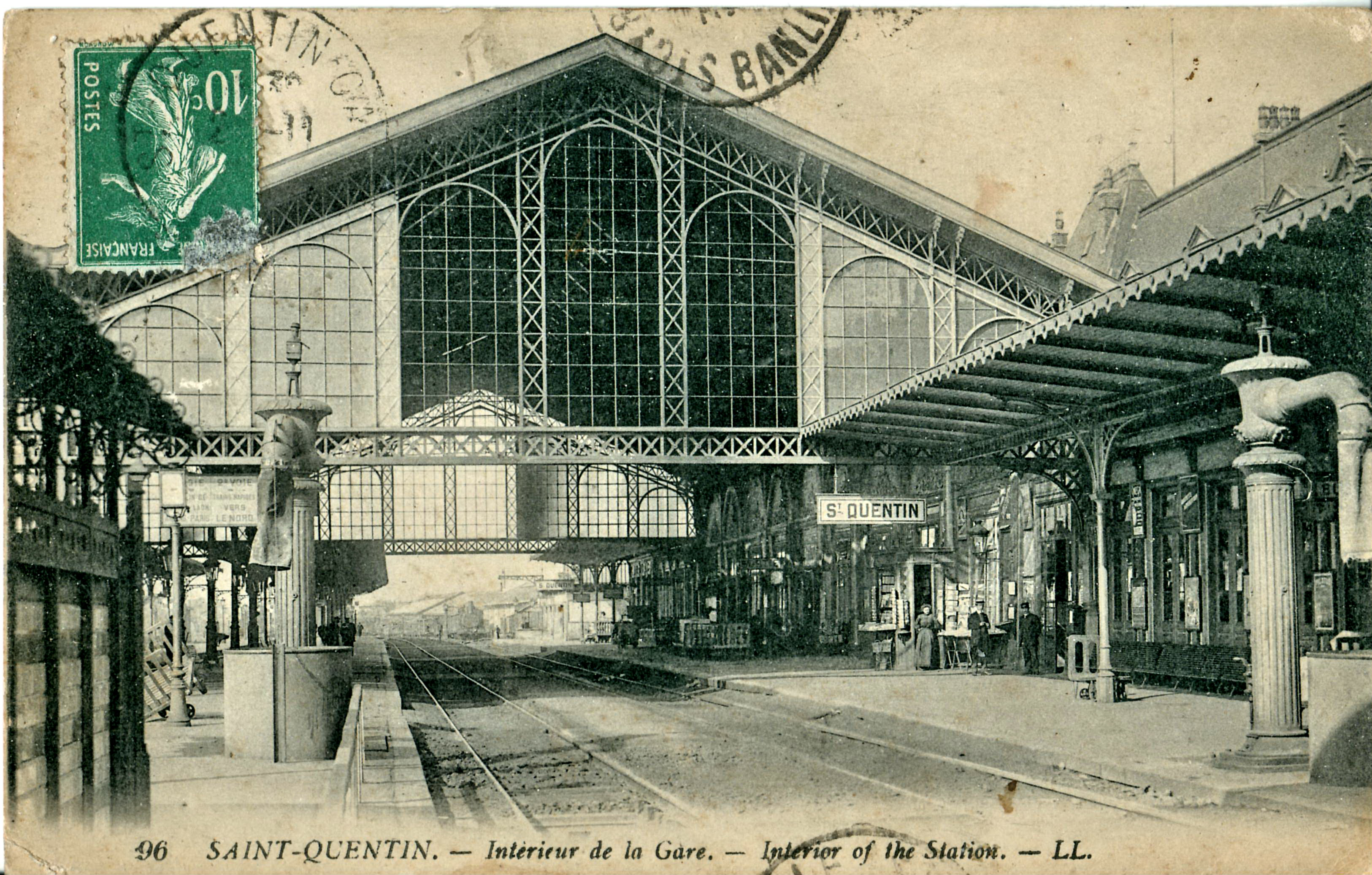
Quais et voies.
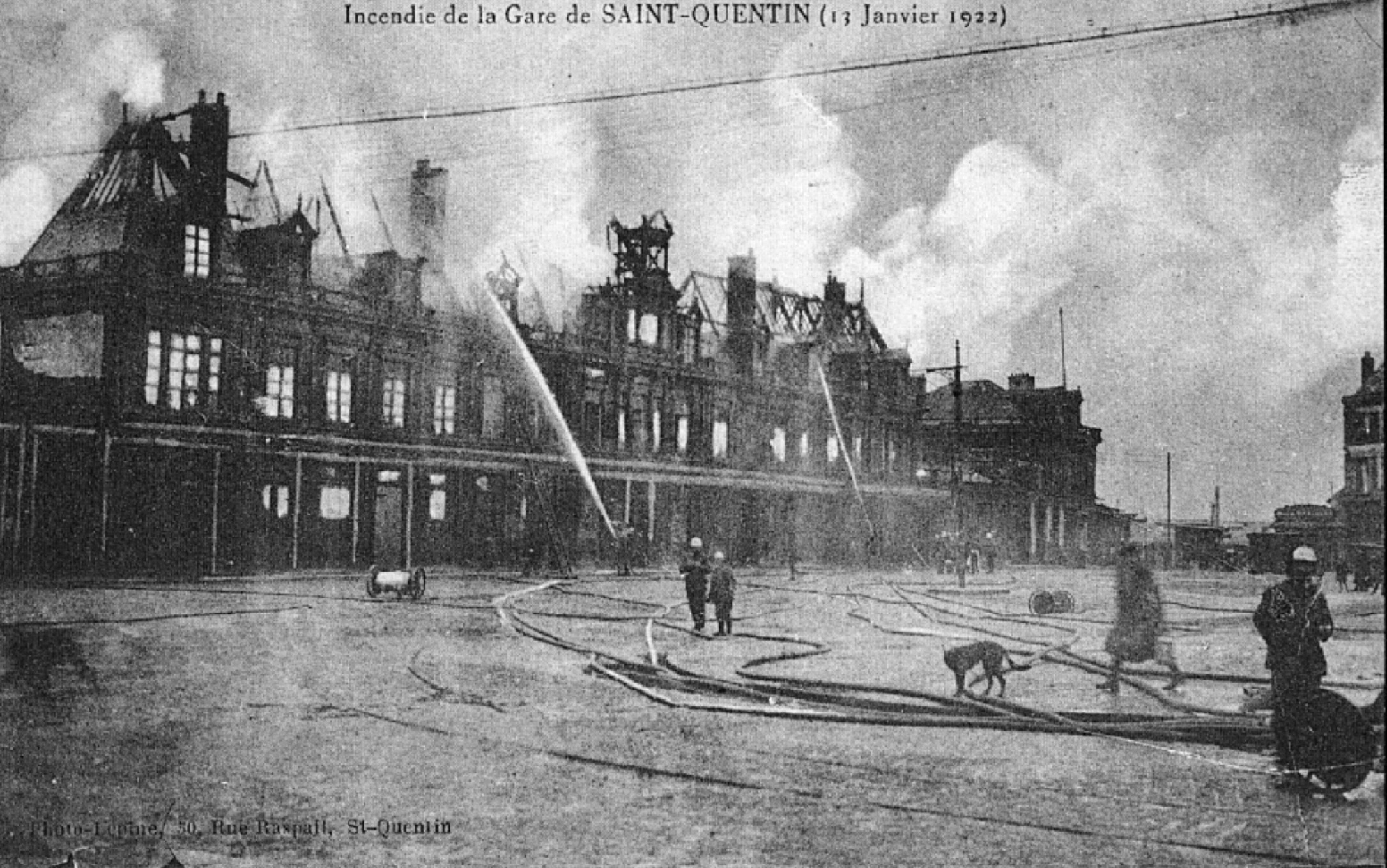
Incendie, en 1922.

La Compagnie du Nord fait construire la troisième gare en 1926, par les architectes Gustave Umbdenstock et Urbain Cassan, avec une décoration intérieure style Art déco due au maître verrier Auguste Labouret. L'ensemble des façades, de la toiture ainsi que le buffet de la gare font l’objet d’une inscription au titre des monuments historiques, depuis le 23 septembre 2003. Le parvis attenant, très dégradé, a été rénové, puis inauguré le 17 décembre 2016 après environ deux ans de travaux. Le buffet de la gare a également été rénové, pour le louer et le visiter.
En 1964, le dessinateur Franquin représente la façade de la gare dans une bande dessinée, Les Robinsons du rail, avec Gaston Lagaffe. L'éditeur Dupuis avait alors ses imprimeries implantées à Saint-Quentin, qui est à mi-chemin de Paris et de Bruxelles.
En 2018, la SNCF estime la fréquentation annuelle de la gare à 1 082 819 voyageurs, contre 1 165 507 en 2017, 1 131 841 en 2016 et 1 159 281 en 2015.
La liaison Ouigo Train Classique Paris-Nord – Creil – Aulnoye-Aymeries – Mons – Bruxelles-Midi, lancée le 19 décembre 2024, dessert la gare depuis le 13 avril 2025,. Cet itinéraire (qui fut parcouru par des TEE) avait été délaissé à la création du service Thalys en 1996, détournant alors l'intégralité du trafic international par la LGV Nord.

La troisième gare, au XXe siècle
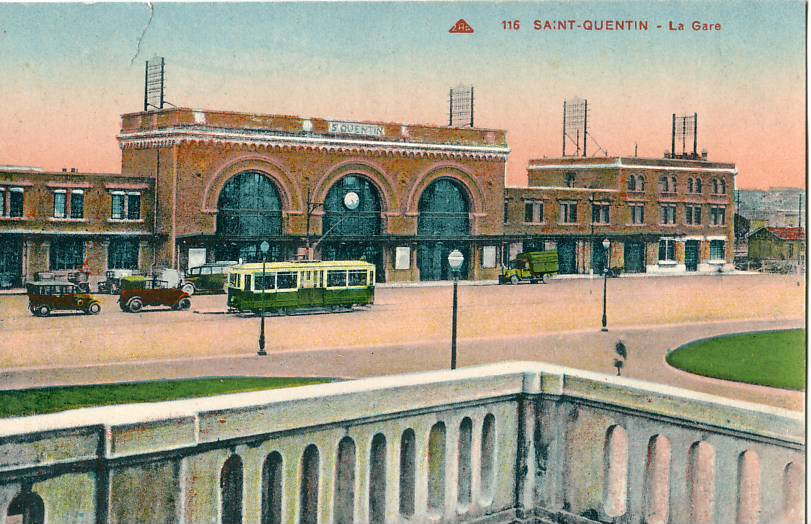
Vers 1926.
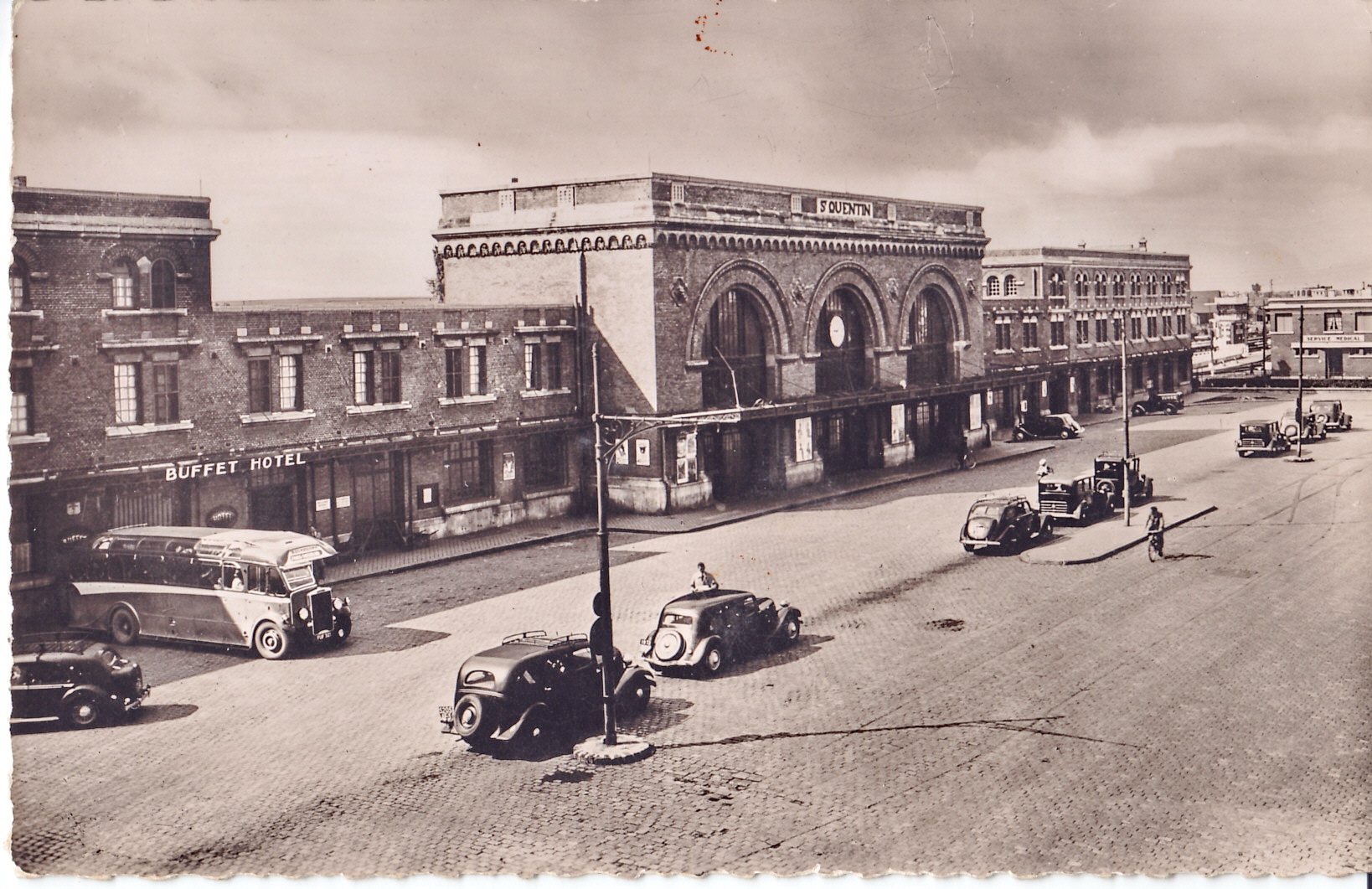
Dans les années 1930.
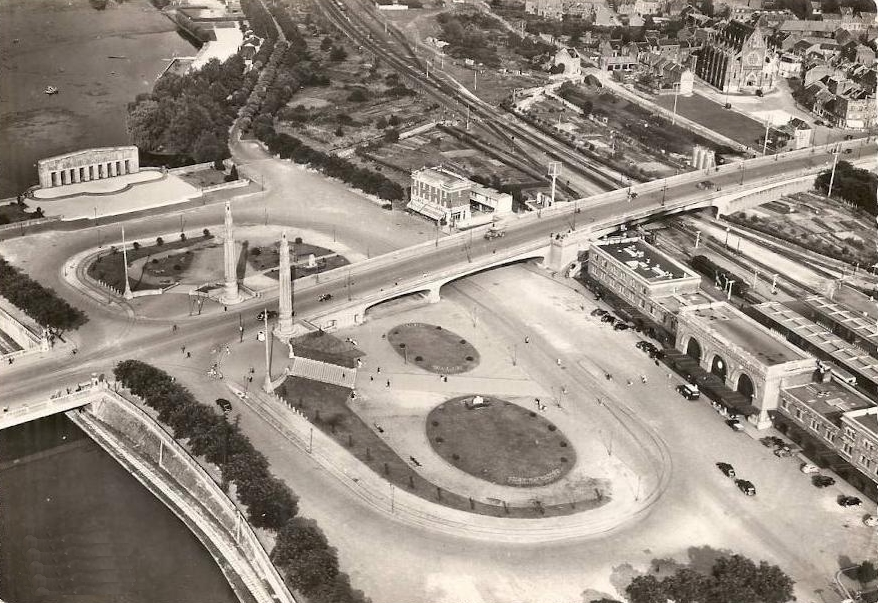
Dans les années 1950.

La gare, dans les années 2010
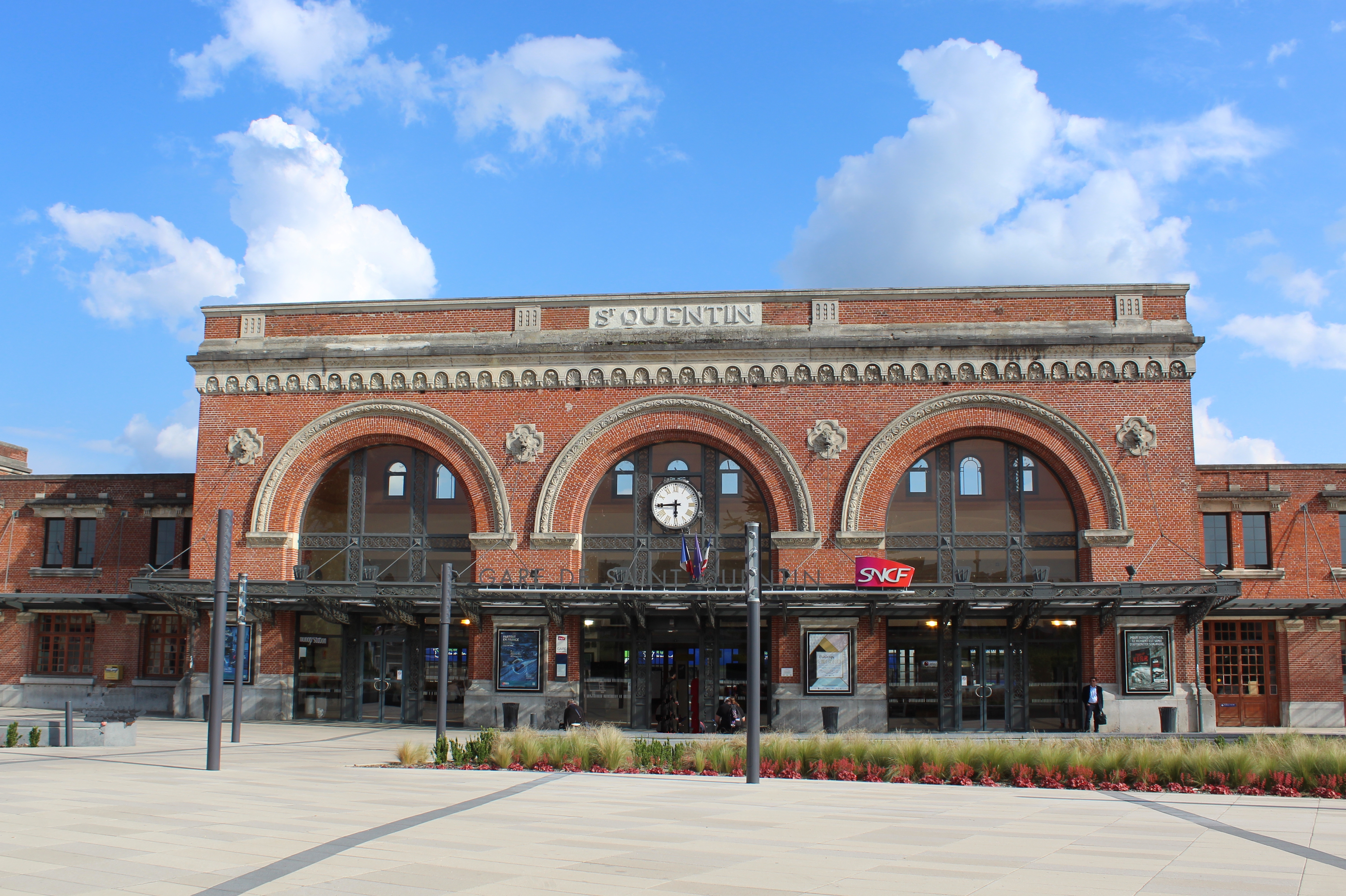
Vue diurne.
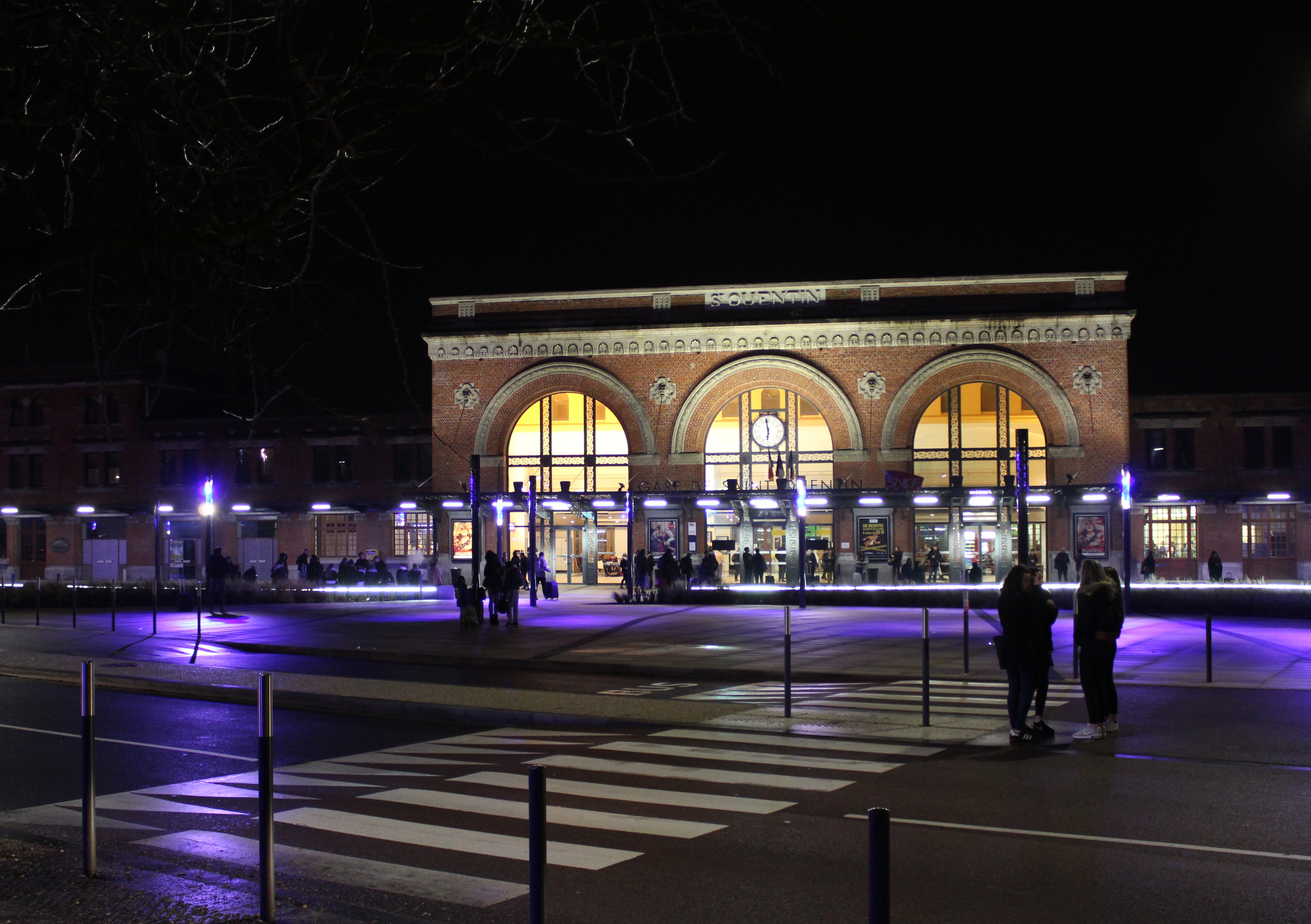
Vue nocturne.
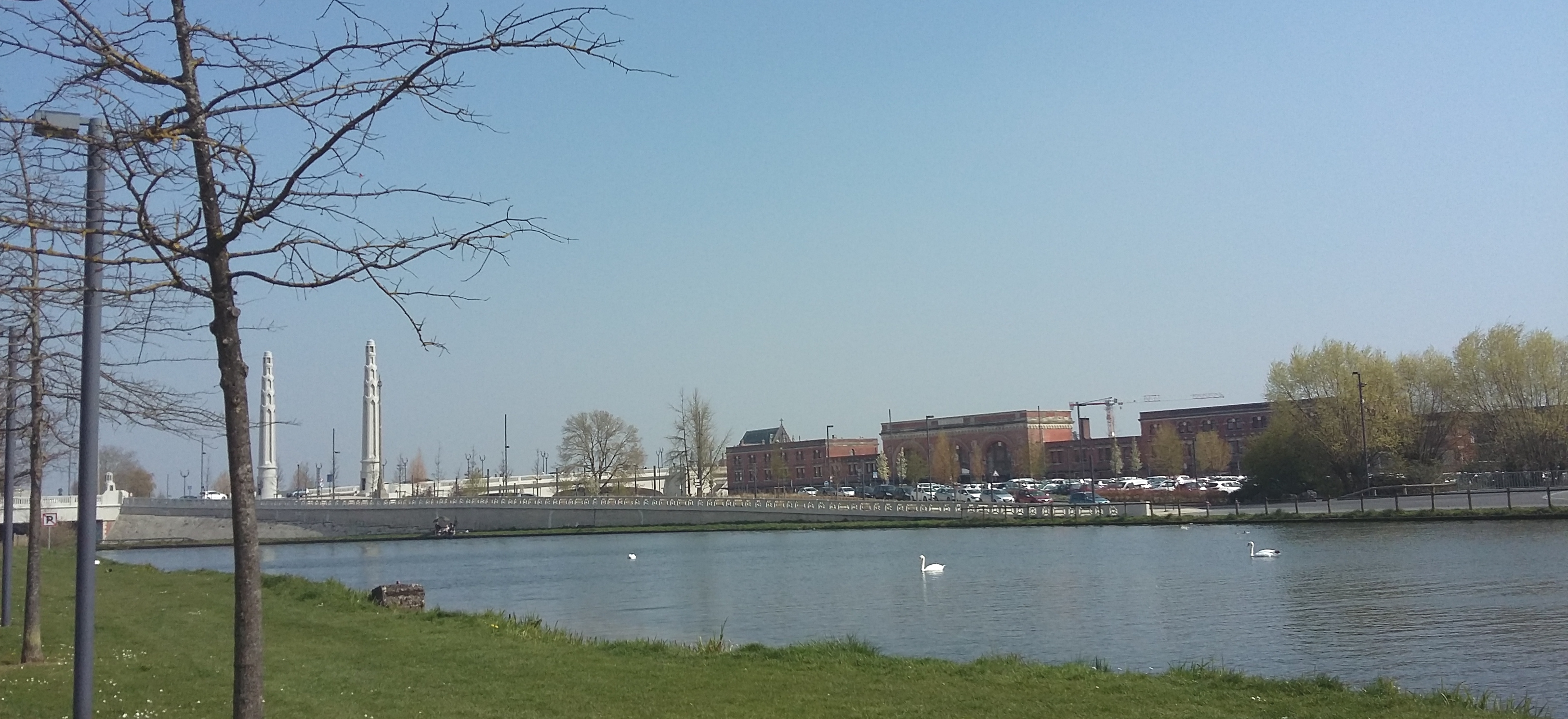
Aperçu, depuis le quai Gayant (canal de Saint-Quentin).

## Fréquentation
De 2015 à 2023, selon les estimations de la SNCF, la fréquentation annuelle de la gare s'élève aux nombres indiqués dans le tableau ci-dessous.
| Année                      | 2023      | 2022      | 2021      | 2020    | 2019      | 2018      | 2017      | 2016      | 2015      |
| -------------------------- | --------- | --------- | --------- | ------- | --------- | --------- | --------- | --------- | --------- |
| Nombre de voyageurs        | 1 319 977 | 1 207 993 | 976 291   | 774 203 | 1 092 523 | 1 082 819 | 1 165 507 | 1 131 841 | 1 159 281 |
| Voyageurs et non voyageurs | 1 649 971 | 1 509 991 | 1 220 364 | 967 754 | 1 365 654 | 1 353 523 | 1 456 884 | 1 414 802 | 1 449 102 |

## Service des voyageurs

### Accueil
Gare de la SNCF, elle dispose d'un bâtiment voyageurs, avec guichet, ouvert tous les jours. Elle est équipée d'automates pour l'achat de titres de transport. Gare « Accès Plus », elle propose des aménagements, équipements et services pour les personnes à la mobilité réduite.
Un souterrain permet le passage d'un quai à l'autre.

### Desserte
Saint-Quentin est desservie par des trains TER Hauts-de-France, qui effectuent des missions entre les gares :
- de Paris-Nord et de Cambrai, ou de Maubeuge ;
- de Paris-Nord, ou de Creil, ou de Compiègne, et de Saint-Quentin ;
- d'Amiens et de Saint-Quentin ;
- de Saint-Quentin et de Cambrai, ou de Douai, ou de Lille-Flandres, mais également de Dunkerque (en été) ;
- de Tergnier, ou de Saint-Quentin, et de Busigny, ou d'Aulnoye-Aymeries.

### Intermodalité
Un parking est aménagé à ses abords. Une navette par autocar permet de se rendre à la gare TGV Haute-Picardie, située entre Amiens et Saint-Quentin.
La gare est aussi desservie par le réseau urbain Pastel, aux arrêts Pont Supérieur (lignes 1, 2, 5 et 6) et Gare SNCF (terminus de la ligne 3).